# Tyler Kelleher
Tyler Kelleher, född 2 januari 1995 i Longmeadow, Massachusetts, är en amerikansk professionell ishockeyspelare som spelar för Modo hockey.
Kelleher är inte draftad av någon NHL-klubb. Han representerade AHL-klubbarna Milwaukee Admirals och Texas Stars mellan 2016 och 2018. Inför säsongen 2018/2019 värvades han till ERC Ingolstadt i den tyska högsta ligan DEL.
Inför säsongen 2019/2020 skrev han på ett ettårskontrakt med IK Oskarshamn i SHL. Han noterades för 28 poäng (varav 13 mål) och var en av lagets bästa poänggörare. Han förlängde kontraktet med klubben över säsongen 2020/2021.
Under sommaren 2021 bröt IK Oskarshamn kontraktet med Tyler Kelleher som istället hamnade i serie-kollegan Rögle BK.
Kellehers vistelse i Ängelholms-laget blev dock ingen större succé, så i samband med deadline för värvningar i svensk ishockey 15 februari 2022 värvades Kelleher av HV71.
Den 25 maj 2022 blev Kelleher klar för finländska Tappara. Den 16 november 2022 bröts kontraktet med Tappara och han gick då istället till Pelicans.
Den 28 april 2023 skrev Kelleher på ett ettårskontrakt med Brynäs IF.
30 maj 2024 blev Kelleher klar för Djurgården på ett ettårskontrakt.
Den 13 maj 2025 presenterades Kelleher som ny spelare i Modo hockey på ett ettårskontrakt.